# Shirley Barker
Shirley Frances Barker (Farmington, 4 de abril de 1911-Penacook, 18 de noviembre de 1965) fue una autora, poetisa y bibliotecaria estadounidense.
Barker nació en Farmington (Nuevo Hampshire), y era descendiente de los primeros colonos de Massachusetts.  Estudió en la Universidad de New Hampshire, y se graduó con una Licenciatura en Artes en 1934 como integrante de la sociedad de honor Phi Beta Kappa. Mientras era estudiante, ganó el premio Yale Series of Younger Poets Competition con su libro de poemas The Dark Hills Under (1933). El libro fue publicado con un prólogo de Stephen Vincent Benet y fue bien recibido por la crítica.
Uno de los jueces del premio consideró que la obra de Barker tenía cierta afinidad literaria con la de Robert Frost, de modo que Edward M. Lewis, rector de la Universidad de New Hampshire y amigo de Frost, sugirió a Barker que enviara una copia del libro a Frost. Frost se encolerizó con los sentimientos antipuritanos y antiteístas que interpretó en la poesía de Barker, e insistió de forma extraña en que Barker era la descendiente ilegítima de la persona descrita en el poema "Portrait", que formaba parte del libro. En lo que el biógrafo de Frost describe como «un acto característico de represalia poética», Frost redactó el poema obsceno "Pride of Ancestry" y el poema religioso "Not All There". No mencionó a Lewis sus objeciones al trabajo de Barker y no hay constancia que de jamás hubiera correspondencia escrita entre Frost y Barker.
Barker no publicó ningún otro libro durante los siguientes dieciséis años. Se graduó con un máster en Lengua Inglesa en el Radcliffe College en 1938 y un diploma en biblioteconomía en el Pratt Institute School of Information and Library Science en 1941.  A partir de 1940, trabajó como bibliotecaria en la Biblioteca Pública de Nueva York, sobre todo en la sección de Historia de América.
En 1949 publicó su primera novela, Peace My Daughters, sobre los juicios por brujería de Salem, a los que ella creía que sus antepasados habían asistido. Escribió una serie de novelas históricas de éxito, muchas de ellas ambientadas en su Nueva Inglaterra natal, que a veces incorporaban elementos sobrenaturales al argumento.  Dos de sus novelas, Rivers Parting (1952) y Swear by Apollo (1959), fueron seleccionadas y publicadas por el club de lectura por correo Literary Guild. El éxito de estas novelas le permitió abandonar su trabajo en la Biblioteca Pública de Nueva York en 1953, y se mudó a Concord (Nuevo Hampshire).: 689 
Barker fue hallada dentro de un coche en su garaje en Penacook, muerta por intoxicación por monóxido de carbono. Las ventanas del coche estaba subidas y el depósito de gasolina vacío. Se dictaminó que su muerte fue un suicidio. Cuando el biógrafo de Robert Frost, Lawrance Thompson, intentó acceder a sus papeles, el albacea le informó de que "habían desaparecido todos bajo misteriosas circunstancias". De todos modos, se conservan en la Biblioteca de la Universidad de New Hampshire los textos mecanografiados, galeradas y planchas de las novelas Liza Bowe, Swear by Apollo y The Last Gentleman.